# Robert Watson (scientifique)
Pour les articles homonymes, voir Robert Watson et Watson.
Robert Tony Watson (né le 21 mars 1948) est un chimiste britannique qui a travaillé sur les sciences de l'atmosphère, dont l'appauvrissement de la couche d'ozone, le réchauffement de la planète et la paléoclimatologie, depuis les années 1980.

## Formation et prix
Watson a obtenu un doctorat en cinétique chimique en phase gazeuse (chimie de l'atmosphère) du Queen Mary College, université de Londres, en 1973,. Il a reçu des prix pour ses contributions à la science, dont le prix NAS pour la relecture scientifique de l'Académie nationale des sciences en 1992, la récompense la liberté et la responsabilité scientifiques de l'Association américaine pour l'avancement de la science en 1993, les insignes de compagnon d'honneur de Saint-Michel et Saint-Georges du gouvernement britannique en 2003, et le prix des Champions de la Terre du Programme des Nations unies pour l'environnement en 2014.

## Carrière
Watson a été directeur de la division des Sciences et scientifique en chef du bureau de la mission Planète Terre à la National Aeronautics and Space Administration (NASA). Watson est ensuite devenu directeur adjoint de l'Environnement du bureau du président des États-Unis à la Maison-Blanche.
En 1996, Il a rejoint la Banque mondiale en tant que principal conseiller scientifique à la direction de l'Environnement, et est devenu directeur du département de l'Environnement et chef du comité du secteur de l'Environnement en 1997. Il est actuellement chef de mission et conseiller principal pour le Développement durable. Il a pris la fonction de président des Sciences de l'environnement et directeur des Sciences au Tyndall Centre, à l'université d'East Anglia, Royaume-Uni, en août 2007 et rejoint le gouvernement britannique, au ministère de l'Environnement, de l'Alimentation et des Affaires rurales, (Defra) en tant que conseiller scientifique en chef en septembre 2007.
Watson a eu un rôle dans les efforts de régulation en matière d'appauvrissement de la couche d'Ozone et de réchauffement climatique. Watson a joué un rôle crucial dans le processus d'évaluation scientifique.
Il a été président du panel consultatif scientifique et technique du Fonds pour l'environnement mondial de 1991 à 1994, président du Groupe d'experts intergouvernemental sur l'évolution du climat (GIEC) de 1997 à 2002 et co-président du conseil d'administration de l'Évaluation des écosystèmes pour le millénaire de 2000 à 2005. Il est actuellement directeur de l'Évaluation internationale des sciences et technologies agricoles pour le Développement et le co-président de l'Évaluation scientifique internationale de l'ozone stratosphérique. Il a été président ou co-président d'autres évaluations scientifiques internationales, y compris le groupe de travail II du GIEC. Professeur de sciences de l'environnement et directeur du Développement stratégique, du centre Tyndall, à l'université d'East Anglia, Watson a été fait chevalier lors des Honneurs du Nouvel an 2012 pour son service au gouvernement,.
Le 29 février, il a été élu président de la Plate-forme intergouvernementale sur la biodiversité et les services écosystémiques (IPBES), à la quatrième séance plénière de l'organisation après avoir précédemment servi en tant que vice-président.